# Peter Banda
Peter Banda, né le 22 septembre 2000 à Blantyre, est un footballeur international malawite, qui évolue au poste d'ailier droit au Simba SC en Tanzanie.

## Biographie

### En club
Peter Banda commence sa carrière au Griffin Young Stars en 2017. Il réalise un essai aux Bidvest Wits, puis dans le club belge du Club Bruges, et en enfin en 2018 aux Orlando Pirates, tous sans succès. En avril 2019, il rejoint finalement le Nyasa Big Bullets, club de sa ville natale. Il est sacré champion du Malawi en 2019, en remportant en prime le titre de meilleur joueur du championnat.
En janvier 2021, il réalise un essai de trois semaines en Moldavie, au Sheriff Tiraspol. Le 12 février, il rejoint le club en prêt pour six mois, et rejoint son ancien coéquipier en club et compatriote Charles Petro. Il est sacré champion de Moldavie avec son club, mais échoue en finale de la coupe puis de la supercoupe, à chaque fois aux penalties face au Sfîntul Gheorghe.
Le 3 août 2021, il s'engage pour trois saisons en faveur du géant tanzanien du Simba SC.

### En sélection
Peter Banda est international malawite des moins de 17 ans, avec qui il participe au championnat des moins de 17 ans de la COSAFA en 2016, organisée à Maurice. Le Malawi termine à la 3e place du tournoi, et Banda termine meilleur buteur de la compétition avec 5 buts inscrits, dont notamment un triplé face au Kenya en poules.
Banda dispute aussi des matchs avec l'équipe du Malawi des moins de 20 ans, en participant notamment aux éliminatoires de la CAN des moins de 20 ans 2019, où les Malawites sont éliminés aux troisième tour par l'Afrique du Sud.
Il est sélectionné pour la première fois en équipe du Malawi par Meke Mwase, pour participer à la Coupe COSAFA 2019 organisée en Afrique du Sud. Il dispute son premier match avec les Flammes le 25 juin 2019 face aux Seychelles (victoire 3-0) dans le cadre du premier match de groupe. Banda ne manque qu'un match du tournoi qui voit le Malawi être éliminé en quarts de finale aux tirs au but par la Zambie, future lauréate, et finalement se classer 5e après les matchs de classement.
Banda participe au parcours historique de qualification à la CAN 2021, durant lequel le Malawi accède à la qualification pour la phase finale pour la première fois depuis 2010 et pour seulement la troisième fois de son histoire.

## Famille
Peter Banda est le fils de Chikondi Banda, un ancien footballeur international malawite, décédé le 8 août 2013 à 33 ans d'un paludisme cérébral,.

## Statistiques
| Saison                | Club                  | Championnat           | Championnat | Championnat | Coupe(s) nationale(s) | Coupe(s) nationale(s) | Supercoupe | Supercoupe | Compétition(s) continentale(s) | Compétition(s) continentale(s) | Compétition(s) continentale(s) | Total | Total |
| Saison                | Club                  | Division              | M.          | B.          | M.                    | B.                    | M.         | B.         | Comp.                          | M.                             | B.                             | M.    | B.    |
| 2020-2021             | Sheriff Tiraspol      | Divizia Națională     | 14          | 5           | 2                     | 0                     | -          | -          | -                              | -                              | -                              | 16    | 5     |
| 2021-2022             | Sheriff Tiraspol      | Divizia Națională     | 1           | 0           | -                     | -                     | 1          | 0          | C1                             | 3                              | 0                              | 5     | 0     |
| Total sur la carrière | Total sur la carrière | Total sur la carrière | 15          | 5           | 2                     | 0                     | 1          | 0          | -                              | 3                              | 0                              | 21    | 5     |

## Palmarès

### En club
| Nyasa Big Bullets - Championnat du Malawi (1) : - Champion : 2019.                                 |  | Sheriff Tiraspol \| - Championnat de Moldavie (1) : - Champion : 2020-21. - Coupe de Moldavie : - Finaliste : 2020-21. \| \| - Supercoupe de Moldavie : - Finaliste : 2021. \| |
| - Championnat de Moldavie (1) : - Champion : 2020-21. - Coupe de Moldavie : - Finaliste : 2020-21. |  | - Supercoupe de Moldavie : - Finaliste : 2021. |

### Distinctions personnelles
- Meilleur buteur du championnat des moins de 17 ans de la COSAFA en 2016 (5 buts)
- Élu meilleur joueur du championnat du Malawi en 2019